# 永島清敬

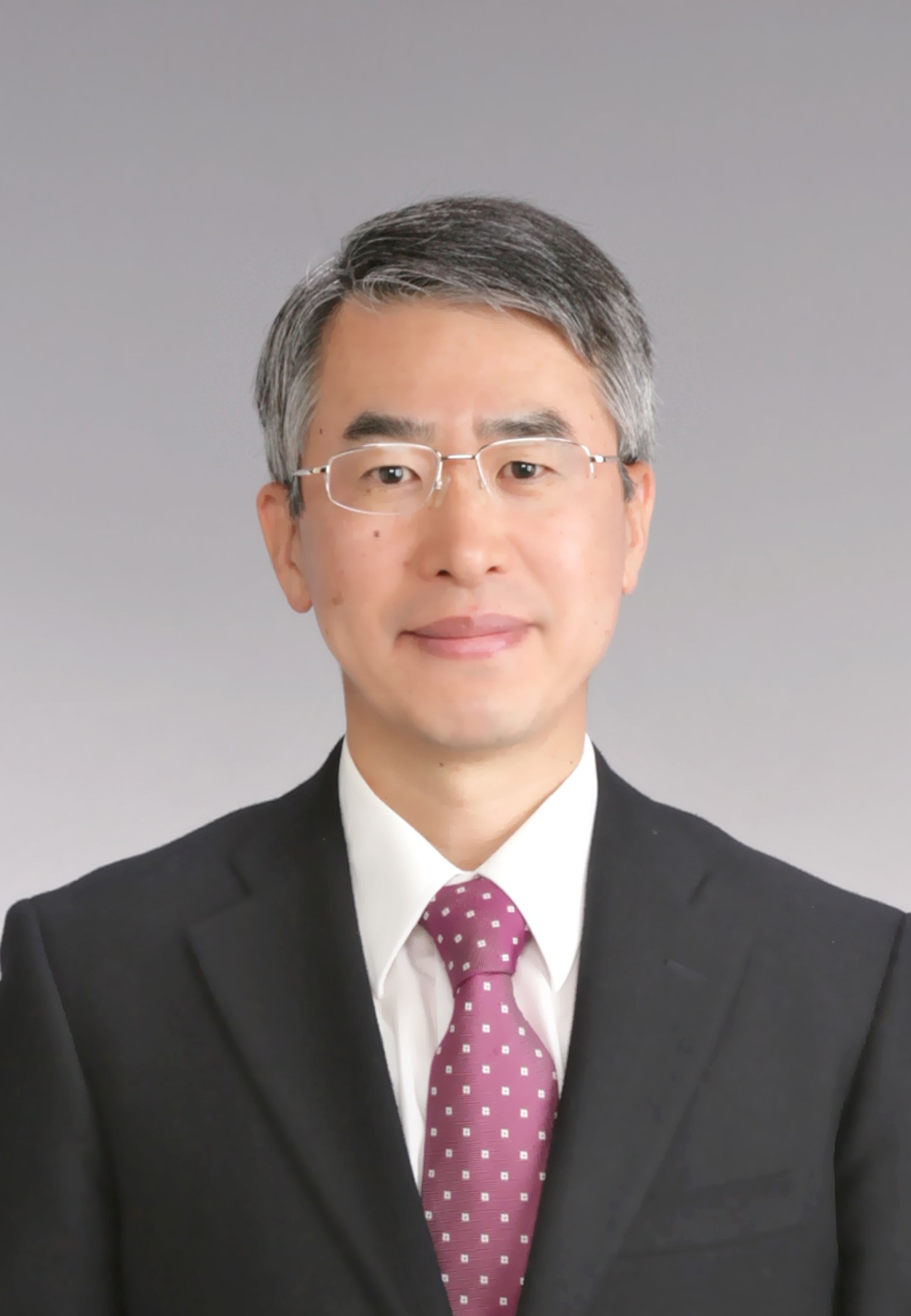
経営コンサルタント　永島 清敬

永島 清敬（ながしま きよたか、1951年7月30日 - ）は、日本の経営コンサルタント。
人事制度改革とコミュニケーションをテーマに役割等級制度の普及および公開セミナー、企業内研修の講師として活動している。

## 略歴
1951年7月30日東京都中野区で生まれる。1975年3月慶應義塾大学法学部政治学科を卒業し同年4月カルピス株式会社に入社。その後，1985年にジョンソン・エンド・ジョンソン人事部のマネジャーに就任。
2002年からアデコ株式会社人事コンサルテーション事業部長として，人事コンサルタントを務めた。2005年に同社のニューキャリア事業部長に就任。
2006年テクノブレーン株式会社HRコンサルティング事業部長に就任。
2009年公益財団法人日本生産性本部経営コンサルタントに就任。
2010年９月から2017年3月まで玉川大学農学部「コミュニケーション・スキル」講師，同大学農学部「専門研究Ａ環境社会科学」を担当した。
2010年には自身で経営コンサルティング会社マインド経営研究所を設立し，経営コンサルタントとして人事や経営上の諸問題を抱える企業に対して，人事制度改革や企業内研修を提案・実施している。

## 著書
- 2001年11月～12月「日経産業新聞」の「視点・論点」に「OPからみたキャリアアップ法」を連載
- 2005年 「人材ポートフォリオマネジメントによる多様性人材の戦力化」（同友館）ISBN 4-496-04079-4
- 2007年 「人材ビジネスのトリック」（学文社）ISBN 978-4-7620-1704-9玉川大学農学部専門研究テキスト「人材ビジネスのトリック」

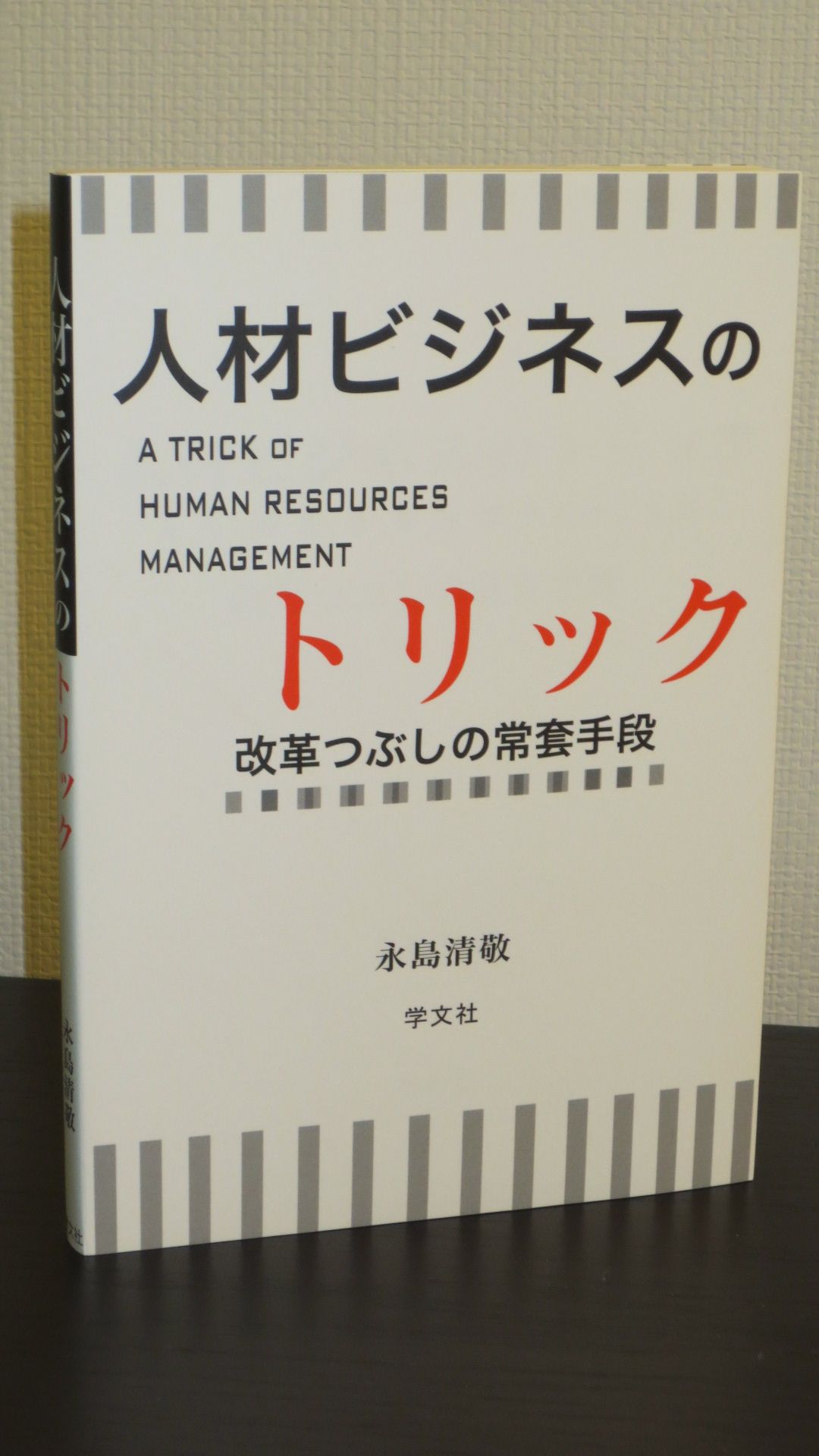
玉川大学農学部専門研究テキスト「人材ビジネスのトリック」

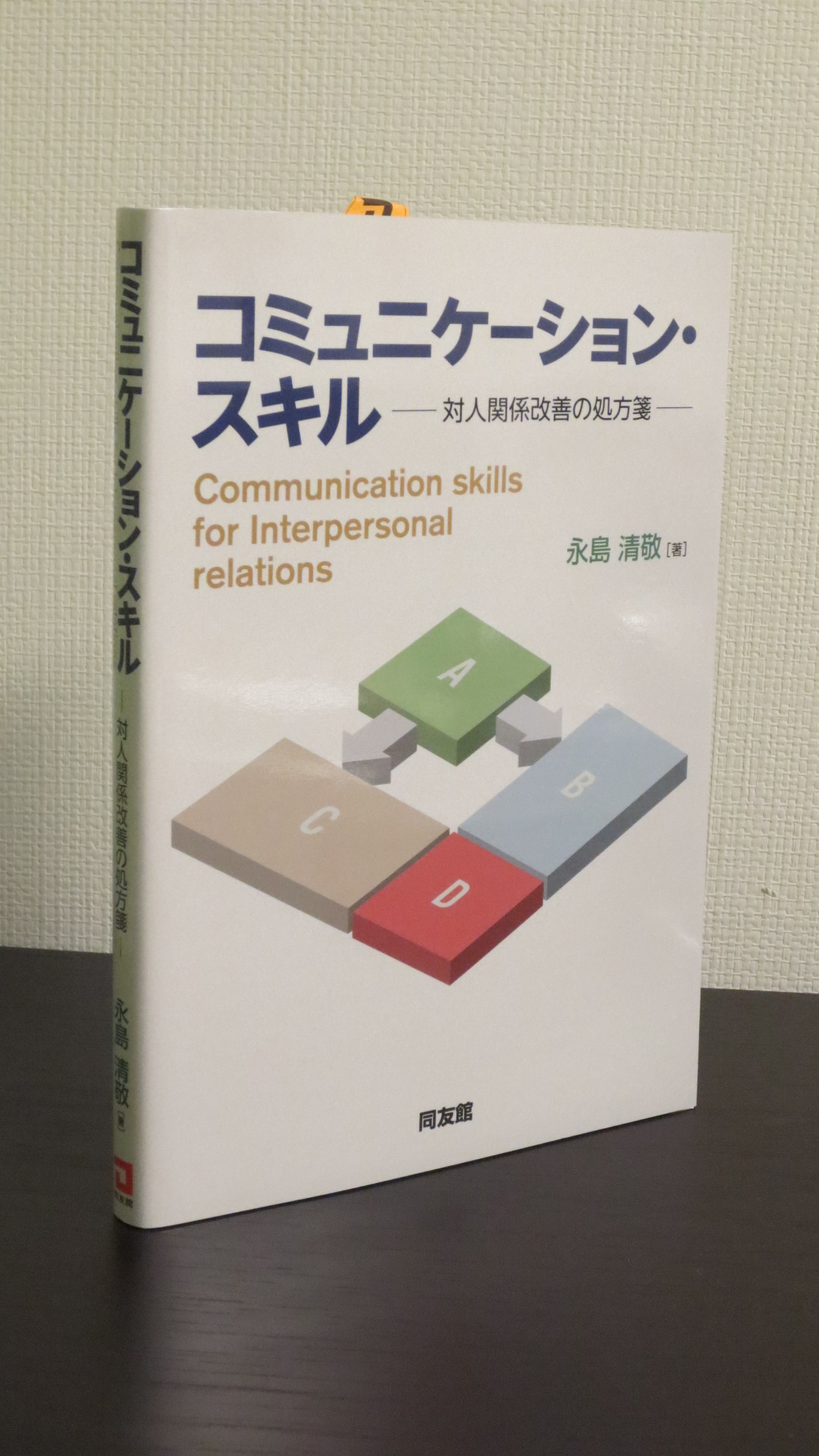
玉川大学コミュニケーション・スキル教科書「コミュニケーション・スキル」

- 2008年「自社オリジナルの人事制度のつくり方」を専門誌「人事実務」に連載（産労総合研究所）玉川大学コミュニケーション・スキル教科書「コミュニケーション・スキル」2012年 「コミュニケーション・スキル－対人関係改善の処方箋－」（同友館）ISBN 978-4-496-04895-1

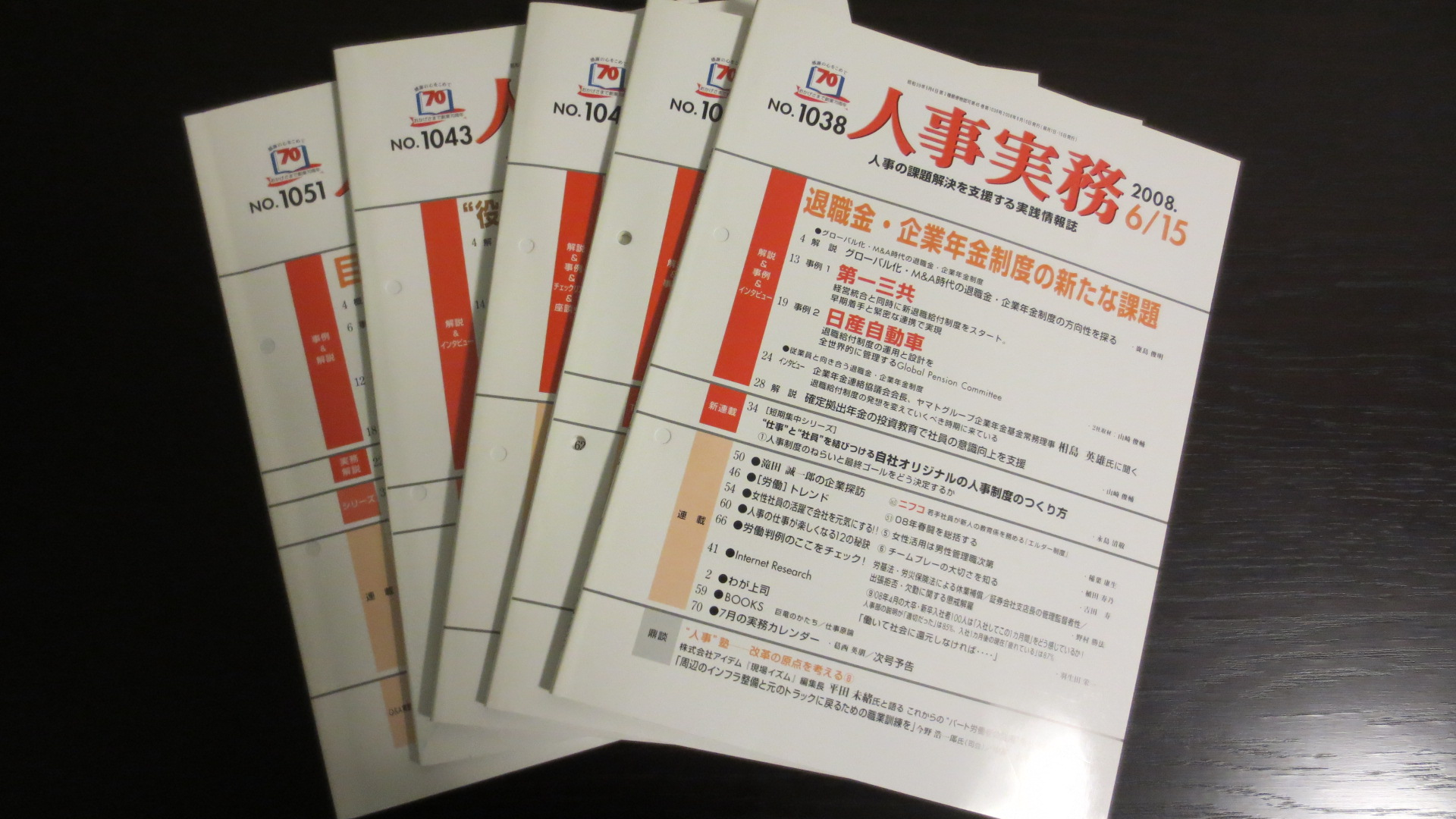
専門誌「人事実務ー自社オリジナルの人事制度のつくり方」掲載号

## 講演履歴
- 2003年「NHKクローズアップ現代（雇用革命）」出演
- 2003年 大塚商会主催日本IBM㈱協賛 「人事戦略セミナー」講師
- 2005年 毎日新聞社主催ジャストセミナー「いい人材が企業を活性化させる」講演
- 2006年 姫路獨協大学前学長小室豊允事務所主催「2006労務セミナー」講師
- 2007年10月 SMBCビジネスセミナー認定講師「社員教育・研修体系の作り方と効果の測定」講師
- 2008年 5月 SMBCビジネスセミナー「社員教育・研修体系の作り方と効果の測定」講師
- 2008年12月 SMBCビジネスセミナー「社員教育・研修体系の作り方と効果の測定」講師
- 2009年 1月 株式会社プレミア・スタッフ主催人事戦略セミナー「問題のない雇用調整」講演
- 2009年 5月 SMBCビジネスセミナー「社員教育・研修体系の作り方と効果の測定」講師
- 2009年 8月 公益財団法人日本生産性本部主催「人事労務管理上のリスクマネジメント」講演
- 2009年 9月 公益財団法人日本生産性本部主催「かんたんにわかる教育・研修体系の作り方」講演
- 2009年12月 SMBCビジネスセミナー「社員教育・研修体系の作り方と効果の測定」講師
- 2010年 2月 全国土木建築国民健康保険組合主催セミナー「ロジカル・シンキング，ロジカル・ライティング」講演
- 2010年 3月 株式会社ビクウィース主催セミナー「合理化の展開と法的側面」講演
- 2010年 7月 社団法人東京都信用金庫協会主催セミナー「職場のコミュニケーション問題の対処法」講演
- 2010年10月 みずほ総研セミナー講師「教育研修体系作成・見直しのすすめ方」
- 2016年10月 株式会社パーソル総研主催「自社オリジナルの人事制度のつくり方」講演
- 2017年 1月 マンパワーグループ株式会社主催「自社オリジナルの人事制度の作り方」講演
- 2017年 5月 株式会社パーソル総研共催「社員のモチベーションを高め組織を活性化させる人材活用術と生産性向上策」講演
- 2020年 2月株式会社白山主催「徹底解説！同一労働同一賃金の法理対策」講演
- 2020年 9月ウェビナー「テレワーク下における公正で納得性の高い人事評価のつけ方」講演
- 2020年10月ウェビナー「Withコロナ時代のコミュニケーション術」講演
- 2020年11月ウェビナー「今話題の『ジョブ型人事制度』を検証する」講演
- 2020年12月ウェビナー「不確実性(ＶＵＣＡ)の時代にビジネスマンがなすべきこと」講演
- 2020年12月ウェビナー「テレワーク下における公正で納得性の高い人事評価のつけ方」講演
- 2020年12月ウェビナー「今話題の『ジョブ型人事制度』を検証する」講演
- 2021年 1月ウェビナー「スピード経営時代の教育研修体系のつくり方と効果の測定」講演
- 2021年 2月ウェビナー「スピード経営時代人材育成術21世紀に期待される問題発見型人材の育て方」講演
- 2021年 2月ウェビナー「間違いだらけの人事制度改革「なぜ今，役割等級制度が注目されるのか？」講演
- 2021年 3月ウェビナー「間違いだらけの人事制度改革「人事制度は不可逆的プロセスを進む」講演
- 2021年 3月ウェビナー「テレワーク下における公正で納得性の高い人事評価のつけ方」講演
- 2021年 4月ウェビナー「超高齢社会における人材活用と処遇のポイント」講演
- 2021年 5月ウェビナー「経営者を納得させる人事制度改革のポイント」講演
- 2021年 6月ウェビナー「社員のモチベーションを上げるために知っておくべき２つの仕組みと５つの方法」講演
- 2021年 7月ウェビナー「社員が仕事にやりがいを感じる人事制度とは？」講演
- 2021年 9月ウェビナー「人事制度改革！内製化がもたらす驚愕のリスク」講演
- 2021年10月ウェビナー「まだ間に合う！同一労働同一賃金」講演
- 2021年11月ウェビナー「間違いだらけの人事制度改革「なぜ今，役割等級制度が注目されるのか？」講演」
- 2021年12月ウェビナー「人事制度はなぜ形骸化するのか？」講演
- 2022年 1月ウェビナー「アジャイル人材の育成と役割等級制度」講演
- 2022年 2月ウェビナー「ＳＮＳ時代に組織人はいかに生きるべきか？」講演
- 2022年 3月ウェビナー「手当の多い会社はブラックといわれる４つの理由」講演
- 2022年 6月ウェビナー「人事制度改革! なぜ今，役割等級制度が注目されるのか？」講演
- 2022年 8月ウェビナー「間違いだらけの人事制度 なぜ今，役割等級制度が注目されるのか？」講演
- 2022年11月ウェビナー「””徹底解説” 今，話題の役割等級制度」講演